# Archivo de Protocolos Notariales de Sevilla
El Archivo de Protocolos Notariales de Sevilla pertenece al Ilustre Colegio Notarial de Andalucía. Se encuentra en el antiguo Convento de Santa María de Monte-Sión, del siglo XVI, situado en la calle Feria.

## Historia
El Archivo de Protocolos del Distrito Notarial de Sevilla se instaló en 1869 en el antiguo Convento de San José, que había sido de los mercedarios descalzos. En 1899 se trasladó a la iglesia del Colegio de San Laureano, que había sido de los mercedarios calzados. Este edificio se encontraba junto a la Puerta Real. Finalmente, en 1927 puso su sede en otra iglesia desamortizada, la del antiguo convento de Monte-Sión, que había sido de los dominicos. En 1990, sus fondos se trasladaron al Archivo Histórico Provincial de Sevilla.
Mencía Manuel de Guzmán, de la Orden de Santiago, dejó en su testamento en 1559 fondos para la fundación del Convento de Monte-Sión. Las obras comenzaron en 1576 y la iglesia se terminó en 1601.
La iglesia tiene una planta de cruz griega. La Capilla de Monte-Sión fue construida en el compás del convento, junto al presbiterio. 
La iglesia fue usada por las tropas francesas durante la invasión de la ciudad en 1810. Los dominicos regresaron al convento en 1814. Fue exclaustrado de nuevo en el Trienio Liberal, regresando los dominicos al mismo posteriormente. Fue desamortizado en 1835.
Esta iglesia, abandonada en el siglo XIX, fue reformada por José Gómez Millán, que le dio su fachada principal regionalista.